# Shein
Shein (Eigenschreibweise SHEIN, Aussprache zweisilbig wie englisch She In) ist ein Online-Händler für Mode und Sportartikel aus Singapur, der international tätig ist. Shein verkauft Fast Fashion, die in hoher Geschwindigkeit designt, in China hergestellt und zu niedrigen Preisen verkauft wird. Shein ist wegen seiner Geschäftspraxis international umstritten.
Das Unternehmen wurde 2008 von Chris Xu in China gegründet und hatte seinen Sitz im chinesischen Guangzhou, bevor dieser Anfang der 2020er Jahre nach Singapur verlegt wurde. Shein ist nicht börsennotiert und veröffentlicht keine Geschäftsberichte.

## Geschichte
Shein wurde 2008 in Nanjing gegründet. Die ursprüngliche Website der Marke war Sheinside.com. 2013 hatte Shein 100 Mitarbeiter und hatte bereits seine Produktzentrale in Guangzhou eingerichtet, von wo aus Shein ein agiles Lieferkettensystem nutzt, bekannt als „Echtzeit-Einzelhandel“.
2015 wurde das Unternehmen in „Shein“ umbenannt und begann, sich auf ausländische Märkte zu konzentrieren. Um die Expansion voranzutreiben, wurde dabei aggressiv Werbung in den sozialen Netzwerken geschaltet.
Am 9. Mai 2020 veranstaltete Shein ein virtuelles Werbekonzert mit dem Titel SHEIN Together, bei dem die Künstler Katy Perry, Lil Nas X und Doja Cat auftraten.
Im Mai 2021 war Shein die am häufigsten heruntergeladene Shopping-App in den USA. Nach Auswertungen einer britischen Preisvergleichsseite war Shein 2022 in über 120 Ländern die am häufigsten gegooglete Modemarke.
Shein hat seine Holdinggesellschaft nach Singapur verlagert. Der Wert des Unternehmens wurde im Mai 2023 auf 66 Milliarden US-Dollar geschätzt.
Nach einigen Quellen plante das Unternehmen 2023 seinen Börsengang in den USA, was Shein offiziell verneinte. In einer Finanzierungsrunde im März 2023 sollen neben den bestehenden Investoren General Atlantic und Sequoia Capital China neu Mubadala Investment und Tiger Global Management dazugekommen sein. In den Vereinigten Staaten starteten einige Unternehmen, Privatpersonen und Organisationen die Kampagne „Shut Down Shein“, die Shein als Gefahr für die äußere Sicherheit der USA bezeichnet und dem Unternehmen zahlreiche Rechtsverstöße vorwirft. Dabei bedient sie auch ein Bedrohungsgefühl durch den Einfluss der Volksrepublik China. Anfang Mai forderten amerikanische Abgeordnete von der Securities and Exchange Commission (SEC), mögliche Zwangsarbeit in der Lieferkette von Shein unabhängig aufklären zu lassen. Der französische Wirtschaftsminister Bruno Le Maire erklärte nach öffentlichen Debatten im Juni, dass er die Verbraucherschutzbehörde DGCCRF damit beauftragt habe, die Auswüchse von Fast Fashion und Shein im Speziellen zu untersuchen. Dabei solle es um umweltbezogene Bedenken, aber auch die Produktsicherheit und die Fairness der Preise gehen.
Im Mai 2023 startete Shein in den USA, Mexiko und Brasilien einen Online-Marktplatz. Reuters berichtete Ende Juni 2023, dass Shein einen Antrag auf Börsenzulassung gestellt habe. Das Unternehmen bestritt dies, die SEC äußerte sich nicht. Ende August ging Shein eine Kooperation mit der SPARC Group (Joint Venture von Authentic Brands und Simon Property) ein, die zu mehr Zusammenarbeit mit Forever 21 führte. Ende Oktober übernahm Shein die britische Fast-Fashion-Modemarke Missguided von der Frasers Group. Im November berichteten Wirtschaftsmedien, dass Shein einen vertraulichen Antrag auf Börsenzulassung in New York gestellt habe. Anfang 2024 gab es Spekulationen, dass Shein auch an die Londoner Börse gehen könnte. Auch für das Jahr 2023 veröffentlichte Shein keine Geschäftszahlen. Nach vertraulichen Quellen soll das Unternehmen 45 Milliarden US-Dollar Umsatz und einen Gewinn von 4 Milliarden Dollar erwirtschaftet haben. Damit wäre es der größte Modehändler der Welt.
Im Vorfeld eines möglichen Börsengangs in Europa verpflichtete Shein den ehemaligen EU-Kommissar Günther Oettinger als Lobbyisten und „freien Berater“.
In der Europäischen Union gehörten zuletzt vor allem Bevölkerungsschichten mit höherem Einkommen zu den Käufern von Shein-Produkten.

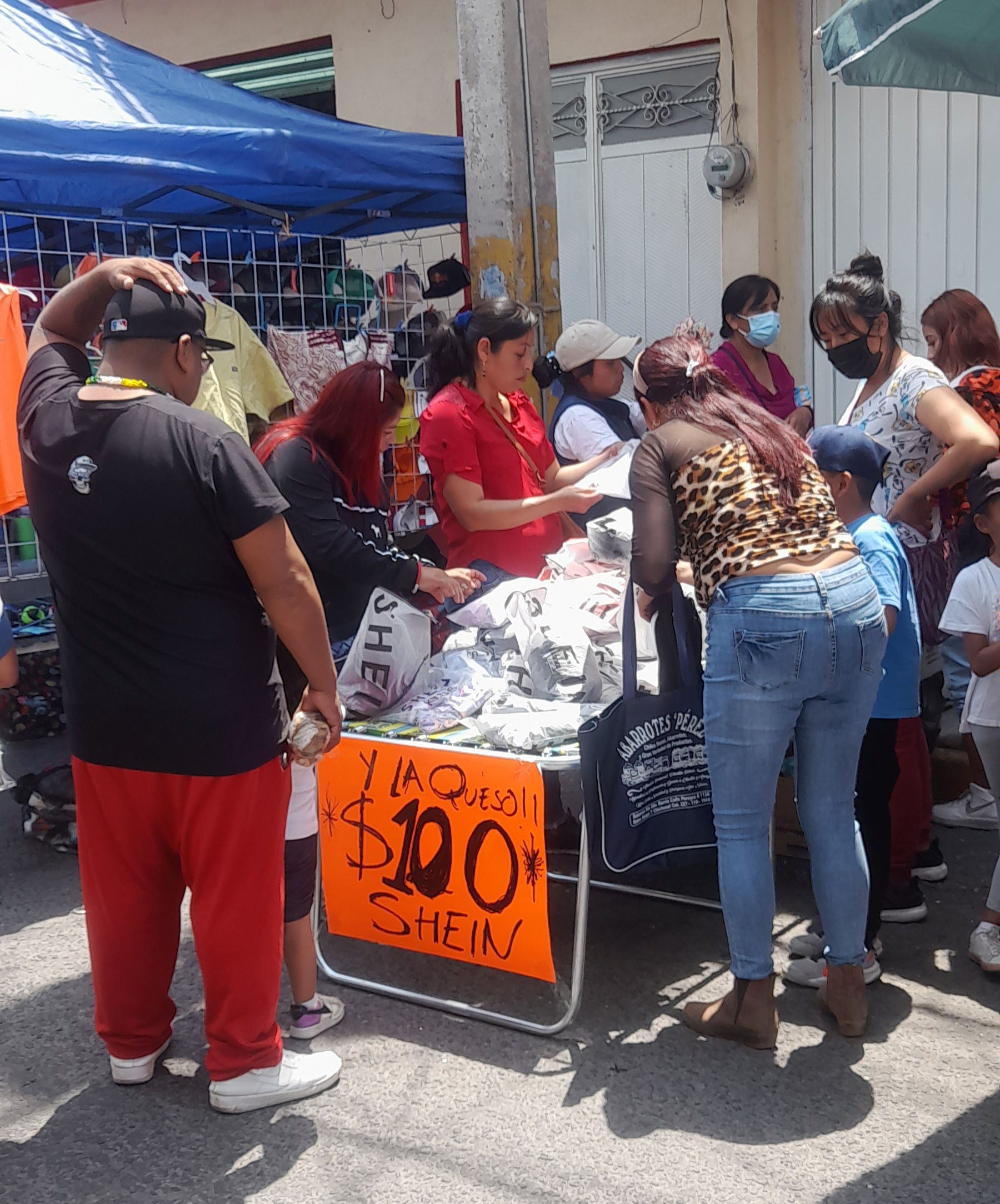
Verkauf von SHEIN-Kleidung auf einem Straßenmarkt in Mexiko

## Kritik

### Qualitätsprobleme, Gesundheitsrisiken und mangelnde Nachhaltigkeit
Shein wird wegen seiner mangelnden Nachhaltigkeit kritisiert. So beträgt laut René Itten von der Zürcher Hochschule für Angewandte Wissenschaften der Treibstoffverbrauch für den Versand der Produkte per Flugzeug – diese sind die Grundlage für die rasche Produktauslieferung bei Shein – im Vergleich zu jenem per Schiff das Fünfzigfache. Vielfach bemängelt werden auch die schlechte Qualität der Kleidung und Schwierigkeiten bei der Lieferung. Eine von Greenpeace beauftragte Labor-Untersuchung von 47 bei Shein gekauften Textilien brachte im November 2022 zum Vorschein, dass in 96 Prozent aller Produkte gefährliche Chemikalien gefunden wurden, in 32 Prozent aller Produkte sogar „gefährliche Chemikalien in besorgniserregenden Mengen“. Die gefundenen Schwermetalle, Beschichtungen sowie Weichmacher können demnach Hautirritationen, allergische Reaktionen und in hoher Konzentration sogar Leberkrankheiten oder Hormonstörungen auslösen, so die Experten von Greenpeace.
Bei der Prüfung von bei Shein angebotenen Produkten im Jahr 2024 stellten südkoreanische Gesundheitsbehörden eine Überschreitung der erlaubten Schadstoffwerte (z. B. Formaldehyd und Phthalate) über dem Hundertfachen fest. Shein erklärte in Reaktion auf die Vorwürfe, man arbeite eng mit internationalen Testagenturen zusammen, „um regelmäßig risikobasierte Stichproben durchzuführen und somit sicherzustellen, dass die von den Lieferanten bereitgestellten Produkte den Produktsicherheitsstandards von Shein entsprechen.“ Die österreichische Agentur für Gesundheit und Ernährungssicherheit stellte in einem 2024 durchgeführten Test von bei Shein angebotenem Spielzeug teils für Kinder lebensgefährliche Mängel fest.
Les Amis de la Terre France veröffentlichte im Juni 2023 eine Untersuchung, nach der Shein im Mai durchschnittlich 7.200 neue Teile pro Tag anbot. Diese große Menge habe verheerende soziale und ökologische Auswirkungen. Außerdem treibe Shein damit den Wettbewerb weiter an, immer mehr Modelle zu produzieren, was zu einer noch nie dagewesenen Überproduktion führe. Mit den etwa 470 Tausend neuen Modellen pro Monat sei Shein 900-mal schneller als eine durchschnittliche französische Modekette.

### Schlechte Arbeitsbedingungen
Das Unternehmen hat nach Recherchen von Reuters Verstöße gegen den britischen Modern Slavery Act begangen, der Zwangsarbeit bei Zulieferern verhindern soll. Shein habe demnach Lieferketten nur unvollständig dargestellt und Zertifizierungen behauptet, die nie stattgefunden hätten. Die Nichtregierungsorganisation Public Eye veröffentlichte Ende 2021 eine Recherche über die Zulieferbetriebe von Shein in Guangzhou in Kooperation mit einer örtlichen Arbeitsrechtsorganisation. Danach lässt Shein hier etwa in informellen, kleinen Fertigungsbetrieben (Sweatshops) im Bezirk Panyu produzieren. Viele der Angestellten, meist Arbeitsmigrantinnen und -migranten aus ärmeren chinesischen Provinzen, hätten keine Arbeitsverträge, arbeiteten außerhalb der Sozialversicherung und erhielten einen Stücklohn, häufig ohne Mindestverdienst. Sie arbeiteten extrem lange, häufig über 75 Stunden pro Woche. Nach der Recherche findet in Guangzhou überwiegend die Konfektion und die Produktion komplizierterer Teile statt, einfachere Produktionsschritte würden etwa nach Jiangxi, Guangxi oder Hunan nahverlagert. Die Bestellungen von Shein seien oft sehr klein. Shein organisiere die Lieferketten seiner Zulieferer und der Subunternehmen über computergestützte Systeme sehr effizient, ohne allerdings zu überprüfen, ob der eigene Verhaltenskodex eingehalten werde. Auch im Shein-Zentrallager Ambo in Foshan, das dem US-Unternehmen Prologis gehört, soll gegen das chinesische Arbeitsrecht verstoßen werden.
Seit Bloomberg Ende 2022 dazu Recherchen veröffentlichte, wird Shein vorgeworfen, Baumwolle aus Xinjiang zu verwenden. Durch den Uyghur Forced Labor Prevention Act gilt diese in den Vereinigten Staaten als Produkt aus Zwangsarbeit und darf nicht importiert werden, wenn ein Unternehmen nicht das Gegenteil nachweist. Shein gibt an, keine Zulieferbetriebe in Xinjiang zu haben.

### Retouren
Ein Team der schwedischen Tageszeitung Aftonbladet untersuchte 2024 die Retourenabwicklung, indem es mehrere Shein-Artikel in Schweden bestellte, mit Airtags (Bluetooth-Tracker) versah und wieder zurücksandte. Zwischen 40 und 70 % aller online gekauften Kleidungsstücke in Schweden werden wieder zurückgeschickt, was zu enormen Transportwegen und CO₂-Emissionen führt. Die Tracking-Daten führten zunächst zu einem Lager in Malmö, das von Yun Express Nordic AB betrieben wird, ein Unternehmen, das als zentrale Logistikdrehscheibe für verschiedene chinesische Online-Händler agiert. Die weitere Reise der Shein-Retouren verlief teilweise über Breslau in Polen zu unbekannten Endstationen. Die genauen Prozesse hinter der Wiederverwertung oder Entsorgung der Ware ließen sich nicht zweifelsfrei nachvollziehen. Shein selbst gab gegenüber Aftonbladet an, dass 90 % der europäischen Rücksendungen nach Qualitätskontrollen erneut in den Verkauf gingen und die eigene Geschäftsstrategie zu weniger Abfall und Lagerüberschüssen führe. Kritiker monieren jedoch, dass Shein kaum Transparenz über die tatsächliche Weiterverarbeitung der retournierten Produkte biete.

### Weitere Kritik
Shein steht als Fast-Fashion-Unternehmen in der Kritik, Urheberrechte zu missachten und Designs anderer Modelabel zu kopieren. Im Jahr 2018 wurde das Unternehmen von Levi Strauss & Co. verklagt, weil es eine markenrechtlich geschützte Jeans-Naht kopiert hatte. Der Fall wurde außergerichtlich beigelegt.
2018 wurden von Hackern Daten aus 6,4 Millionen Shein-Kundenkonten erbeutet. Im Juni 2020 gehörte Shein zu den chinesischen Apps, welche in Indien aus Gründen der nationalen Sicherheit und aufgrund angeblicher Privatsphäreverletzungen verboten wurden. Der Eigentümer der Website wurde im Oktober 2022 von einem New Yorker Gericht zu einer Geldstrafe von 1,9 Mio. US-Dollar (1,69 Mio. Euro) verurteilt. Laut BBC sagte die Generalstaatsanwältin Letitia James, Zoetop habe über das Ausmaß des Einbruchs gelogen und „nur einen Bruchteil“ der betroffenen Kunden informiert.
An Shein wird auch ein hohes Suchtpotenzial für Jugendliche kritisiert. Im Oktober 2024 wurde Shein in Deutschland der Negativpreis „Big Brother Award“ verliehen.